# Посад-Покровское
Посад-Покровское (укр. Посад-Покровське) — село в Чернобаевской сельской общине Херсонского района Херсонской области Украины. До 19 июля 2020 года входило в состав Белозёрского района.

## История
Посад-Покровское основано в 1789 году переселенцами из Киевской и Черниговской губерний.
В первые дни вторжения России на Украину село было оккупировано российскими военными, а в двадцатых числах марта 2022 года было освобождено в ходе отвода российских войск и контрнаступления ВСУ. За время оккупации Посад-Покровское сильно пострадало, в селе не осталось ни одного неповрежденного здания, многие жители вынуждены были уехать в Николаев.

## Население
Население по переписи 2001 года составляло 2349 человек.

### Языковой состав
Родной язык населения по данным переписи 2001 года:
| Язык       | Численность, чел. | Доля     |
| ---------- | ----------------- | -------- |
| Украинский | 2 137             | 90,97 %  |
| Русский    | 193               | 8,22 %   |
| Другое     | 19                | 0,81 %   |
| Итого      | 2 349             | 100,00 % |